# Ichhapur
Ichhapur (ou Ichapur), en bengali: ইছাপুর, est une ville sur la rive gauche du Hooghly (un bras du Gange descendant vers le golfe du Bengale) située à 27 kilomètres au nord de Calcutta. Elle fait partie de la municipalité de Barrackpore, dans le district de North 24 Parganas, du Bengale-Occidental (inde).

## Population et communications
La ville a une population de plus de 100 000 habitants, vivant dans des quartiers densément peuplés. Elle est reliée à Calcutta et aux villes voisines par la ligne de chemin de fer Sealdah (Kolkata)-Krishnagar autant que par la route. La distance entre Ichhapur et la gare de Sealdah (Kolkata) est de 27 kilomètres.
Les divers quartiers de Ichhapur s’appellent Anandamath (rendu célèbre par le roman homonyme de Bankim Chandra Chatterji), Nawabganj, Northland, Eastland, Kanthadhar et Badamtala.
Nawabganj, au bord du fleuve est la partie la plus ancienne de la ville. Comme son nom l’indique, le nawab local y avait sa résidence. Quelques vestiges de ces temps anciens — des canons du XVIIIe siècle — sont encore visibles près du parc de Nawabganj. Le bord du fleuve est un lieu de promenade prisé et populaire auprès des couples et jeunes familles.

## Histoire
Alors connue sous le nom de Bankibazar (ou Banquibazar), Ichhapur fut au XVIIIe siècle le comptoir commercial de la Compagnie d'Ostende, chargé, au nom des marchands et armateurs des Pays-Bas méridionaux, d’établir des échanges commerciaux directs avec les Indes orientales.

## Économie
- Ichhapur est célèbre pour deux importantes usines, à savoir la Rifle Factory of Ichhapur (RFI) et la Metal and Steel factory (MSF) : ce sont les plus importantes activités industrielles de la ville. L'usine RFI produit des fusils et des pistolets pour le secteur de la défense et pour des buts récréatifs. La MSF fournit des pièces métalliques à d'autres usines d'artillerie.

- Une des foires les plus anciennes de la région, la Jhulan Mela, a lieu à Nawabganj durant les mois d’août et septembre. Elle a plus de cent ans.